# Craig Green
Craig Ivan Green (Christchurch, 23 marzo 1961) è un allenatore ed ex giocatore neozelandese di rugby a 15, in carriera attivo nel ruolo di tre quarti ala.
Vincitore con gli All Blacks della Coppa del Mondo 1987, ha allenato soprattutto in Italia dopo la fine della carriera agonistica, sia a livello di club che federale.

## Biografia
Nato a Christchurch, Craig Green esercitava il mestiere di lavoratore edile in parallelo all'attività rugbistica; già presente nella selezione provinciale di Canterbury dal 1982, lì portato dal tecnico Alex Wyllie, si mise in mostra a livello nazionale quasi subito, tanto da essere convocato nel tour neozelandese in Europa del 1983 e disputare il suo primo incontro contro l'Edimburgo nel corso di tale spedizione, anche se il primo test match giunse qualche settimana più tardi, a Twickenham contro l'Inghilterra.

John Kirwan e Craig Green campioni d'Italia 1988-89 con il

Divenuto da quel momento titolare in Nazionale, formò con John Kirwan, di Auckland, una veloce e prolifica coppia di ali.
Nel 1986 prese parte al contestato e non ufficiale tour in Sudafrica dei New Zealand Cavaliers, al ritorno dal quale subì una squalifica di due partite internazionali, ma tornato negli All Blacks fu convocato per la Coppa del Mondo di rugby 1987 al termine della quale, oltre a laurearsi campione del mondo, conseguì il risultato personale di miglior marcatore di mete del torneo (6) in coppia con Kirwan.
Tornato al lavoro il giorno dopo la finale del torneo vinta contro la Francia, decise di lasciare la Nuova Zelanda dopo il suo ultimo test match, a luglio del 1987 nella Bledisloe Cup di quell'anno contro l'Australia, quando l'allenatore del suo club rispose negativamente alla richiesta di lasciarlo libero per un incontro in quanto doveva lavorare.
Fu quindi ingaggiato in Italia dal Benetton in cui già militava John Kirwan e i due ricrearono nel nuovo club la stessa linea di ali che fino ad allora potevano vantare gli All Blacks.
Con il club biancoverde Green si aggiudicò il campionato 1988-89, poi passò al Casale come giocatore/allenatore prima di concludere definitivamente la carriera agonistica.
Divenuto allenatore in pianta stabile, fu tecnico federale delle New Zealand Schools per un quadriennio fino al 1999 per poi trasferirsi in Giappone per guidare per un breve periodo la Kanto Gakuin University.
Tornato quasi subito in Italia, assunse la guida tecnica dell'Amatori & Calvisano con cui, nel 2001-02, giunse fino alla finale di campionato; passato subito dopo al Benetton Treviso, la guidò a cinque finali-scudetto consecutive, perdendo solo quella del 2004-05 proprio contro Calvisano.
Lasciata la formazione veneta, divenne allenatore federale della Nazionale italiana Under-20 con cui disputò il campionato mondiale giovanile in Sudafrica nel 2012, per poi tornare ad allenare una squadra di club, l'Udine, in serie A1, per la stagione 2012-13; a fine stagione lasciò l'Italia per andare ad allenare di nuovo in Giappone al Dynaboars, squadra della Mitsubishi, nel cui staff tecnico fu per due anni e da cui si dimise nel 2015 dopo avere visto sfumare la possibilità di diventarne allenatore-capo.
Ancora una volta in Italia, dal 2015 è alla guida tecnica del Tarvisium, altra formazione di Treviso.
Dopo una stagione e mezza a San Donà, nel 2020 fu a Roma per allenare la squadra della Polizia di Stato delle Fiamme Oro; dopo solo una stagione, tuttavia, Green diede le dimissioni con un anno d'anticipo sulla fine del contratto.

## Palmarès

### Giocatore
- Coppe del mondo: 1
Nuova Zelanda: 1987
- National Provincial Championship: 1
Canterbury: 1983
- Campionati italiani: 1
Benetton Treviso: 1988-89

### Allenatore
- Campionati italiani: 4
Benetton Treviso: 2002-03, 2003-04, 2005-06, 2006-07
- Coppe Italia: 1
Benetton Treviso: 2004-05
- Supercoppe d'Italia: 1
Benetton Treviso: 2006